# 立基集團
立基集團（英語：Lark International Holdings Limited）是一家香港食品及房地產公司，亦稱為立基控股有限公司。

## 历史
立基集團於1963年由港美商人紀愛華創立。
現時經營成衣採購代理，主要品牌為十字牌牛奶以及香满楼牛奶、餐飲業（1990年營運，主要品牌為十字冰室、泰蘭花、STUDIO CITY BAR & CAFÉ、STARZ WINE BAR、O3 by Oyster Bar and Restaurant，以及Pomeroy's）、房地產（South Granville Centre）以及其他業務（這兒生活概念店）。經營地區包括香港、中國大陸、美國，以及加拿大。
2021年3月8日，立基集團旗下的娛藝院線宣佈由於受2019冠狀病毒病疫情衝擊，香港旗下戲院全線結業，另外位於中國的戲院亦已轉手。立基集團網頁當時則顯示「網頁更新中」，無法登入。旗下的兩間餐廳「Madison's」及「泰蘭花」亦已結業。

## 連結
- Lark.com.hk （页面存档备份，存于）